# Bryum haematophyllum
Bryum haematophyllum là một loài rêu trong họ Bryaceae. Loài này được Kindb. mô tả khoa học đầu tiên năm 1892.